# Univerza sv. Cirila in Metoda v Skopju
Univerza sv. Cirila in Metoda v Skopju (makedonsko Универзитет „Св. Кирил и Методиј“ - Скопје) je največja in najstarejša univerza v Makedoniji. Sedež (rektorat) univerze se nahaja v Skopju, glavno mesto Makedonije. Univerza je bila ustanovljena 24 aprila 1949 in je na začetku vsebovala tri fakultete. Prvi rektor univerze je bil Kiril Miljovski in trenutni rektor je Velimir Stojkovski.

## Članice univerze
Univerza v Skopju danes vsebuje 23 fakulitet, 5 inštitutov v okviru univerze, 4 javne znanstvene ustanove, prav tako 8 drugih organizacij ki sodelujejo z Univerzo. 

### Fakultete
V sestavu Univerze sv. Cirila in Metoda je danes 23 fakultet s področja naravoslovnih, medicinskih, tehničnih, socialnih in biotehniških znanosti ter umetnosti.

#### Naravoslovje
- Naravoslovno-matematična fakulteta

#### Medicinske znanosti
- Medicinska fakulteta
- Stomatološka fakulteta
- Farmacevtska fakulteta
- Fakulteta za telesno vzgojo, šport in zdravje

#### Tehniške znanosti
- Fakulteta za informatiko in računalništvo
- Arhitekturna fakulteta
- Gradbena fakulteta
- Fakulteta za strojništvo
- Fakulteta za elektrotehniko in informacijsko tehnologijo
- Tehnološko-metalurška fakulteta
Fakulteta za oblikovanje in tehnologije pohištva in notranje opreme

#### Družbene vede
- Filozofska fakulteta
- Filološka fakulteta Blažeta Koneskega
- Ekonomska fakulteta
- Pravna fakulteta Justinijana I
- Pedagoška fakulteta sv. Klimenta Ohridskega

#### Biotehniške znanosti
- Fakulteta za kmetijstvo in prehrano
- Fakulteta za gozdarstvo
- Fakulteta za veterinarno medicino

#### Umetnosti
- Fakulteta za glasbo
- Fakulteta za upodabljajočo umetnost
- Fakulteta za likovno umetnost

### Inštituti v okviru Univerze
- Ekonomski inštitut
- Inštitut za potresno inženirstvo in inženirsko seizmologijo
- Inštitut za sociološke in politično-pravne raziskave
- Kmetijski inštitut
- Inštitut za živinorejo

### Pridružne članice

#### Javne znanstvene ustanove
- Inštitut za makedonsko književnost
- Inštitut za makedonski jezik Krsteta Misirkova
- Inštitut za nacionalno zgodovino
- Inštitut za folkloro Markota Cepenkova

#### Drugi visokošolski zavodi
- Pravoslavna teološka fakulteta sv. Klimenta Ohridskega

#### Druge organizacije
- Nacionalna in univerzitetna knjižnica sv. Klimenta Ohridskega v Skopju
- Akademskа kulturno-umetniškа zveza Mirčeta Aceva
- Javni študentski dom Pelagonije
- Javni študentski dom Tometa Stefanovskega - Senikj
- Javni študentski center Skopja
- Inštitut za preskušanje materialov in razvoj novih tehnologij Skopja
- ZU Študentska poliklinika Univerze Sv. Cirila in Metoda v Skopju
- Univerzitetna športna zveza Univerze Sv. Cirila in Metoda v Skopju